# Majaky (rejon odeski)
Majaky – wieś na Ukrainie, w obwodzie odeskim, w rejonie bielajewskim. W 2019 roku liczyła 5760 mieszkańców.